# ViXra
viXra ist ein elektronisches E-Print-Archiv, das durch den Physiker Phil Gibbs eingerichtet wurde, um eine Alternative zum Portal arXiv zu schaffen, das von der Cornell University betrieben wird.

## Beschreibung
Seit 2009 deckt ViXra naturwissenschaftliche und mathematische Themen ab und steht jedermann offen. Es akzeptiert eingereichte Preprints, ohne dass deren Autoren akademischen Anschluss haben müssen oder die Artikel selbst einer Qualitätsprüfung unterlägen. Die E-Prints auf viXra werden in sieben Oberkategorien eingeteilt: Physik, Mathematik, Informatik, Biologie, Chemie, Studia Humanitatis und Sonstiges.
Gibbs ursprüngliche Motivation, das Archiv einzurichten, war es, für diejenigen Forscher zu sorgen, die glaubten, dass ihre Manuskripte von den arXiv-Moderatoren unfairerweise zurückgewiesen oder zurückgestuft worden waren.
Eine Studie fand große Unterschiede zwischen Artikeln bei arXiv und bei viXra. So werden Artikel bei viXra deutlich seltener in Fachzeitschriften publiziert, werden seltener als Quelle angegeben, und haben deutlich mehr Selbst-Verweise.

## Kritik
Eine Kritik an viXra lautet, dass die Seite versuche, arXiv zu imitieren. Es wird in diesem Zusammenhang von einem evil twin („böser Zwilling“) gesprochen. Andere Kritiken verbleiben dabei, dort veröffentlichten Werken geringe Relevanz zu unterstellen.